# Дмуховцы
Дмуховцы (укр. Дмухівці) — село в Козловской поселковой общине Тернопольского района Тернопольской области Украины.
Код КОАТУУ — 6123055401. Население по переписи 2001 года составляло 679 человек.
До 2020 года входило в Козовский район.

## Географическое положение
Село Дмуховцы находится на правом берегу реки Высушка, выше по течению примыкает посёлок Козлов, ниже по течению на расстоянии в 3 км расположено село Городище.

## История
- 1467 год — дата основания.